# Лисин, Николай Павлович
Лисин Николай Павлович (2 ноября 1964, Кривой Рог, Днепропетровская область — 17 апреля 2011, Киев) — украинский предприниматель и политик. Народный депутат Украины 4—6-го созывов.

## Биография
Родился 2 ноября 1964 года в городе Кривой Рог.
В 1988 году окончил Киевское высшее инженерное радиотехническое училище ПВО по специальности радиоинженер.
В 1991—2002 годах — директор, президент ООО «Инфокс».
В 2001—2005 годах — член СДПУ(о), с марта 2003 года — член политсовета партии.
Народный депутат Украины 4-го созыва с апреля 2002 по март 2005 года от СДПУ(о), № 20 в списке.
С 7 сентября 2005 года — член депутатской фракции Партии регионов.
Народный депутат Украины 5-го созыва с апреля 2006 по ноябрь 2007 от Партии регионов, № 108 в списке. С мая 2006 года — член фракции Партии регионов, с июля 2006 года — член Комитета ВРУ по вопросам бюджета.
Народный депутат Украины 6-го созыва с ноября 2007 года от Партии регионов № 108 в списке. С декабря 2007 года — член Комитета ВРУ по вопросам бюджета.
Погиб 17 апреля 2011 года в Киеве в результате дорожно-транспортного происшествия.
Около двух часов ночи, двигаясь на автомобиле Lamborghini на высокой скорости по неизвестным причинам совершил наезд на бордюрный камень, после чего потерявший управляемость автомобиль выехал на зелёную зону, где столкнулся с рекламной конструкцией автозаправочной станции на улице Заболотного.
В результате ДТП от полученных травм водитель скончался на месте. Находившуюся в  автомобиле женщину выбросило из салона, в тяжёлом состоянии она была госпитализирована. В крови водителя был обнаружен алкоголь.
Похоронен в Киеве на Байковом кладбище (участок № 52а).

## Награды
- Почётная грамота Кабинета Министров Украины (26 декабря 2003)[2].